# Antonio Caballos Rufino
Antonio Caballos Rufino (Sevilla, 1955) es catedrático de Historia Antigua de la Universidad de Sevilla. Fue Director de la Editorial Universidad de Sevilla (EUS) de 2008 a 2016 y actualmente es director de la "Colección Historia" de la EUS, así como codirector de la "Colección Libera Res Publica", coeditada por las Prensas Universitarias de Zaragoza y la Editorial Universidad de Sevilla. Ambas colecciones disfrutan del Sello de Calidad en Edición Académica (ANECA, FECYT, UNE). Académico de número y Bibliotecario de la Real Academia Sevillana de Buenas Letras, Académico correspondiente en Sevilla de la Real Academia de la Historia y, asimismo, entre otras distinciones, miembro Correspondiente del Instituto Arqueológico Alemán y de la Junta Rectora del Centro de Estudios Históricos de la Real Maestranza de Ronda; como lo fue del Comité de la “Association Internationale d´Épigraphie Grecque et Latine” entre 2002 y 2012, habiendo sido asimismo Consejero de la Berlin-Brandenburgische Akademie der Wissenschaften para el Proyecto Corpus Inscriptionum Latinarum hasta 2018.
Miembro fundador del Grupo de Investigación ORDO (“Oligarquías romanas del Occidente”), es responsable del Grupo de investigación del Plan Andaluz de Investigación “La Bética Romana: su Patrimonio Histórico” (PAI-HUM323). Ha obtenido el premio “Fama” de la Universidad de Sevilla por su trayectoria investigadora de excelencia y el Diploma de la Universidad de Sevilla a la Excelencia Docente.

## Historia
Antonio Caballos Rufino, Premio Extraordinario de Licenciatura en la Universidad de Sevilla, amplió estudios en Alemania y Francia, obteniendo con la máxima calificación el grado de Doctor en Historia (1983) con una Tesis sobre los senadores hispanorromanos, ámbito de investigación que ha seguido desarrollando con otros múltiples estudios prosopográficos sobre los ordines senatorial y ecuestre y, en general, sobre la sociedad, la política y las instituciones romanas, especialmente en el período que media entre los siglos I a. C. y III d. C. Complementariamente se dedica al análisis de los procesos de colonización y municipalización, desde los puntos de vista institucional e histórico.
Es autor o editor científico de una treintena de monografías y cuenta con más de un centenar de artículos y capítulos de libros. Director de campañas arqueológicas en Carteia (Guadarranque, San Roque, Cádiz) y Laelia (Cerro de las Cabezas, Olivares, Sevilla), se ha ocupado también del estudio de la ciudad de Carmona (Sevilla) en época romana, así como de la epigrafía y la historia de Itálica (Santiponce, Sevilla).
En su interés por la recuperación y puesta en valor del patrimonio cultural andaluz, a él se debe la edición de múltiples inscripciones romanas, entre las que destacan piezas tan singulares como, e. g., el mosaico de Trahius, que da a conocer al más antiguo antepasado identificado del emperador Trajano. En el concreto ámbito de la epigrafía jurídica ha publicado un amplio elenco de bronces epigráficos, siendo coeditor, junto con W. Eck y F. Fernández Gómez, del “Senadoconsulto de Gneo Pisón padre”, cuya aparición, de impacto científico mundial, ha dado lugar a una sustancial renovación de los estudios sobre la generación y los soportes políticos e ideológicos del Imperio romano como sistema de gobierno. Ha sido también responsable de la recuperación y edición de una tabla inédita de la Lex coloniae Genetivae Iuliae, que contiene los capítulos XIII al XX, hasta ahora desconocidos, de su estatuto colonial. Resultando, de todo el mundo romano, el único ejemplo conservado por extenso de la normativa que regía la vida de la colonia deducida en la antigua ciudad de Osuna, es así el paradigma de las muchas fundadas a fines de la República y comienzos del Imperio romanos.

## Publicaciones
Listado de sus publicaciones en SISIUS (Sistema de información sobre investigación en la Universidad de Sevilla).
Libros:
- M. González Jiménez y A. Caballos Rufino, eds., La imagen de Carmona a través de la historia, la literatura y el arte. Carmona vista, Carmona inventada, Carmona imaginada, Sevilla 2019 (ISBN 978-84-472-2829-4).
- A. Caballos Rufino, ed., De Trajano a Adriano. Roma matura, Roma mutans, Sevilla 2018 (ISBN 978-84-472-2828-7).
- A. Caballos Rufino, El nuevo bronce de Osuna y la política colonizadora romana, reimpresión de la primera edición de 2006; Sevilla - Editorial Universidad de Sevilla 2018, 547 páginas, 106 ils. (ISBN 978-84-472-1049-7).
- A. Caballos Rufino, Hispalis, de César a Augusto. La Colonia Romula y los orígenes institucionales de la Sevilla romana entre la República y el Imperio, Sevilla 2017 (ISBN 978-84-472-1904-9).
- M. González Jiménez y A. Caballos Rufino (eds.), Religión y espiritualidad en Carmona. De la Prehistoria a los tiempos contemporáneos, Sevilla 2017 (ISBN 978-84-472-1849-3 e ISBN 978-84-89993-47-1).
- A. Caballos Rufino, Augustus, pater Hispalensium. Los orígenes de la Sevilla romana entre la República y el Imperio, Sevilla 2016 (ISBN 978-84-617-7838-6).
- A. Caballos Rufino y E. Melchor Gil (eds.), De Roma a las provincias: las elites como instrumento de proyección de Roma. Juan Francisco Rodríguez Neila In honorem, Sevilla y Córdoba 2014 (ISBN 978-84-472-1597-3 e ISBN 978-84-9927-168-2).
- M. González, A. Caballos y J. A. Ruiz de la Rosa (eds.), Urbanismo, Arquitectura y Patrimonio en Carmona, Sevilla 2014 (ISBN 978-84-89993-72-3 e ISBN 978-84-472-1566-9).
- M. González Jiménez y A. Caballos Rufino (eds.), El gobierno municipal de Carmona a lo largo de la Historia, Carmona 2013 (ISBN 978-84-472-1489-1).
- A. Caballos Rufino (ed.), Del municipio a la corte. La renovación de las elites romanas, Sevilla - Universidad de Sevilla - 2012; 443 pp. (ISBN 978-84-472-1381-8).
- A. Caballos Rufino y S. Lefebvre (eds.), Roma generadora de identidades. La experiencia hispana, Madrid - Casa de Velázquez y Universidad de Sevilla – 2011; XIV + 434 pp. (ISBN Casa de Velázquez: 978-84-96820-51-7, ISBN Universidad de Sevilla: 978-84-472-1247-7).
- A. Caballos Rufino (ed.), Itálica-Santiponce. Municipium y Colonia Aelia Augusta Italicensium, Roma - L'Erma di Bretschneider – 2010, XII + 184 pp. (ISBN 978-88-8265-570-9).
- A. Caballos Rufino, M. de los Á. Fernández Valle, V. Galera, M. González Jiménez et al., Carmona, Sevilla - Ediciones Alcibes. Coeditado por Ayuntamiento de Carmona y la Universidad Pablo de Olavide - 2007 (sin ISBN, Dep. Legal 2546-2007).
- A. Caballos Rufino, El nuevo bronce de Osuna y la política colonizadora romana, Sevilla - Secretariado de Publicaciones de la Universidad de Sevilla, Consejería de Cultura de la Junta de Andalucía y Excmo. Ayto. de Osuna – 2006, 547 páginas, 106 ils. (ISBN 84-472-1049-9).
- A. Caballos Rufino y S. Demougin (eds.), Migrare. La formation des élites dans l'Hispanie romaine, Burdeos - Ausonius Études -ISSN: 1298-1990-, nº11 – 2006; 389 pp. (ISBN 2-910023-71-0).
- A. Caballos Rufino, J. L. Escacena Carrasco y F. Chaves Tristán, Arqueología en Laelia (Cerro de la Cabeza, Olivares, Sevilla), Sevilla - Universidad de Sevilla y Ayuntamiento de Olivares (Colección Spal Monografías VI) – 2005; 126 pp., 76 figs. y 4 tablas (ISBN 84-472-0812-5).
- A. Caballos Rufino (ed.), Carmona Romana. Actas del II Congreso de Historia de Carmona, Carmona (Sevilla) - Excmo. Ayto. de Carmona y Universidad de Sevilla – 2001; XXVIII + 572 pp., 352 ils. (ISBN 84-89993-10-6). Segunda Edición: Carmona 2012; 2 vols., XX + 791 pp. (ISBN 978-84-472-1282-8).
- A. Caballos, J. Marín Fatuarte y J. M. Rodríguez Hidalgo, Itálica Arqueológica, Sevilla - Consejería de Cultura, Junta de Andalucía y Fundación “El Monte” – 1999; 150 pp. + ils. (ISBN 84-472-0515-0 edición rústica, ISBN 84-472-0514-1 edición tapa dura).
- A. Caballos y P. León (eds.), ITALICA MMCC. Actas de las Jornadas del 2200 Aniversario de la Fundación de Itálica, Sevilla - Consejería de Cultura – 1997, 240 pp. (ISBN 84-86944-13-9).
- W. Eck, A. Caballos, F. Fernández, Das senatus consultum de Cn. Pisone patre, Múnich - Ed. C.H. Beck, Col. “Vestigia”, Beiträge zur Alten Geschichte, Band 48 – 1996; 329 pp. + 20 ils. (ISBN 3-406-41400-1).
- A. Caballos, W. Eck, F. Fernández, El senadoconsulto de Gneo Pisón padre, Sevilla - Universidad de Sevilla, Consejería de Cultura. Junta de Andalucía, Fundación “El Monte” - 1996; 315 pp., ils. (ISBN 84-472-0332-8).
- A. Caballos Rufino, Itálica y los italicenses. Aproximación a su historia, Sevilla - Consejería de Cultura, Junta de Andalucía y Fundación “El Monte” – 1994; 191 pp. (ISBN 84-87826-555).
- R. Syme, Élites Coloniales. Roma, España y las Américas, edición, traducción, introducción y notas por A. Caballos Rufino (ed. orig. Colonial Elites. Rome, Spain and the Americas; Oxford - Oxford University Press – 1958), Málaga - Ed. Algazara – 1993; 130 pp. (ISBN 84-87999-14-X).
- A. Caballos y J. L. Escacena, Tartesos y El Carambolo, Sevilla - Tabapress S.A. – 1992; 79 pp. (ISBN 84-7952-084-1).
- A. Caballos Rufino, Los senadores hispanorromanos y la romanización de Hispania (Siglos I III). I: Prosopografía, Écija (Sevilla) - Ed. Gráf. Sol – 1990; 2 vols., 575 pp. (ISBN 84-87165-15-X obra completa, ISBN 84-87165-16-8 Tomo 1, ISBN 84-87165-17-6 Tomo 2).
- A. Caballos y J. M. Serrano, Sumer y Akkad, Madrid - Ed. Akal, Historia del Mundo Antiguo n.º 1 - 1988; 71 pp. (ISBN 84-7600-337-4).